# 헨넬스도르프 전투
헨넬스도르프 전투는 1745년 11월 23일 오스트리아 왕위 계승 전쟁 기간 동안 벌어진 전투이다. 프로이센군을 지휘한 프리드리히 2세가 오스트리아군을 지휘한 로트링겐의 카를 알렉산더 공(Prince Charles Alexander of Lorraine)을 격파했다. 실제로는 23일 작센군이 헨넬스도르프에서, 24일 오스트리아군이 괴를리츠에서 각각 개별적으로 격파되어 따로 불리기도 하지만, 여기서는 편의상 함께 설명하였다.

## 개요
마리아 테레지아는 조르 전투 후 프로이센과 재강화를 인정하지 않고, 패배를 돌이킬 반격을 계획했다. 이것은 그때까지 있던 계획 중에서도 대규모로 구성되어 작센에서 작센군 주력이 독일 방면으로 전진하는 오스트리아군과 합류해 남쪽에서 전진하고, 보헤미아에서 오스트리아군 본대와 작센군의 일부가 남동쪽에서 각각 베를린을 노린다는 것이었다. 거기에 러시아는 북쪽에서 프로이센을 공격한다는 약속도 받았다.
이 계획은 작센의 재상 하인리히 폰 브륄이 드레스덴에 있던 스웨덴의 대사에게 흘렸고, 이것이 프리드리히 대왕의 귀에 들어갔다는 것이 정설이었다. 그러나 이것을 부정하는 의견도 있다. 말하자면 대왕은 첩보에 의해 이 계획을 사전에 알았다는 것이다.
대왕은 마그데부르크에서 안할트-데사우 공 레오폴트 1세를 배치하여 작센에 대한 작전을 맡기고, 자신은 그의 아들 레오폴트 2세가 군대를 준비하는 슐레지엔으로 향했다. 대왕은 여기서 서쪽으로 향해 도중에 북상하는 연합군을 분쇄하고, 다음에 작센으로 진출해 남하하는 아군과 합류한다는 계획을 세웠다.
11월 보헤메아에서 라우지츠로 들어간 오스트리아, 작센군은 서로 일정거리를 유지하는 행군을 하면서 북동쪽으로 이동했다. 여기서 프로이센 영토로 들어가 슐레지엔과 브란덴부르크의 연락을 끊고 그대로 북상해 베를린을 공격할 예정이었다.
슐레지엔에 들어간 대왕은 한스 카를 폰 빈터펠트에게 3,000명의 경보병을 주어 나이센 강 주변에 전개시켜, 양군의 행동을 정찰시키는 것과 더불어 적의 척후병 활동을 저지시켰다. 아군 부대는 곧 행동할 수 있는 준비를 갖췄으나, 결정적인 정보가 올 때까지 슐레지엔에 머물렀다.
21일 프로이센군은 국경을 넘어 진군하여 강행군을 벌인 작센군의 숙영지였던 헨넬스도르프 근처에 접근했다. 이때 프로이센군의 활동을 알아차린 본대에 급보를 전하려던 오스트리아군 기병과 이를 저지하려는 한스 요아힘 폰 치텐의 경기병과의 전투가 벌어졌다.
23일 프로이센군은 작센군의 숙영지를 기습했다. 작센군은 제대로 대항하지도 못하고 패주했다. 그대로 그 자리에서 오스트리아군으로 목표를 변경한 프로이센군은 다음날 24일 오스트리아군을 괴를리츠에서 공격해 거의 전투가 제대로 벌어지기도 전에 패주시켰다.
이로써 프로이센에 대한 위협은 사라지고, 프리드리히는 작센을 굴복시키기 위해 그대로 서진하기 시작했다.

## 참고 자료
- 飯塚信雄『フリードリヒ大王 啓蒙君主のペンと剣』（中公新書、1993年）
- アン・ティツィア・ライティヒ 著＼江村洋 訳『女帝 マリア・テレジア』（谷沢書房、1984年）
- クラウゼヴィッツ 著＼岩田英雄 訳『戦争論』（岩波文庫、1968年）
- 林健太郎、堀米雇三 編『世界の戦史6 ルイ十四世とフリードリヒ大王』（人物往来社、1966年）
- 伊藤政之助『世界戦争史6』（戦争史刊行会、1939年）
- 久保田正志『ハプスブルク家かく戦えり ヨーロッパ軍事史の一断面』（錦正社、2001年）
- Thomas Carlyle SAXONY AND AUSTRIA MAKE A SURPRISING LAST ATTEMPT
- de:Schlacht bei Hennersdorf (17:44, 1. Jan. 2009 UTC)